# Nirwana
Nirwana (Sanskriet निर्वाण, nirvāņa, uitgeblust, onbeweeglijk) of nibbana (Pali) is de hoogste staat die door de mens bereikt kan worden en waardoor heiligheid behaald wordt. Het uitgedoofd zijn verwijst naar het hoofddoel van het boeddhisme, het einde van begeerte, aversie en verwarring. Naast het boeddhisme kennen andere Indiase spirituele tradities ook een nirwana, vaak met een andere betekenis.

## Nibbana in het Theravada
In het theravada verwijst het woord nibbana naar de verlichting die de Boeddha zelf bereikt had en die hij zijn studenten onderwees. Iemand die het nibbana behaald heeft, is iemand waarin de mentale oorzaken van het lijden (verlangens en aversie) niet meer kunnen ontstaan, omdat aan de oorzaak ervan (onwetendheid en verwarring) voor altijd een einde is gemaakt.
Het uitdoven of uitgaan van verlangens, haat, onwetendheid en verwarring is volgens de leer van de Boeddha een logisch resultaat van de ontwikkeling van het Achtvoudig Pad tot aan het hoogste niveau. Verder kan gezegd worden dat iemand die het nibbana behaald heeft de Vier Nobele Waarheden in al haar aspecten compleet begrijpt en deze ook volledig toegepast heeft.

### Nibbana en verlichting
Uitgeblust zijn is in het theravada een van de kenmerken van ontwaking of verlichting (pali: bodhi). Iemand die werkelijk verlicht is, weet wat het nibbana is en ervaart het ook.
Nibbana is in de leer van het Theravada boeddhisme de volledige bevrijding uit het samsara, het steeds maar weer ervaren van lijden en geboorte, ziekte en dood. Het verschil tussen een leven in samsara en een leven in nibbana is dat iemand in samsara afwisselend verlangen, haat en verwarring meemaakt. Dit zorgt ervoor dat een leven in samsara pijnlijk en vol lijden is. In het nibbana is daar geen sprake van en ervaart men vrijheid van lijden: werkelijke gelukzaligheid. Het leven van iemand die leeft in het nibbana wordt gekenmerkt door compassie, vriendelijkheid, wijsheid, gelijkmoedigheid, onthechtheid en geluk. 
Iemand die het nibbana behaald heeft, is een boeddha als dit op eigen kracht, zonder leraar, behaald is. Een sotapanna (de laagste graad van heiligheid) heeft de dhamma gezien en heeft een voorproefje van het nibbana gehad. De sotapanna is op weg naar het nibbana, maar heeft haar nog niet bereikt. De arahant (iemand die de hoogste graad van heiligheid bezit) heeft het nibbana (en verlichting) bereikt als discipel van een boeddha. 
Iemand die het nibbana (of verlichting) bereikt heeft, ervaart in dit leven nog steeds de natuurlijke gevolgen van een geboorte als mens: ziekte, ouderdom en dood. Deze blijft er echter gelijkmoedig onder en de lichamelijke pijn veroorzaakt geen geestelijke of mentale pijn. Bij het overlijden ervaart iemand die het nibbana behaald heeft het parinibbana en wordt niet weder geboren.

### Nibbana in de praktijk
Een boeddhistisch begrip wat nauw verwant is aan het nibbana is anatta (pali) of niet-zelf. Indien het concept van niet-zelf niet correct begrepen wordt, kan ook het nibbana niet correct bevat worden.

Het lijden bestaat, maar niemand ondergaat het.maar het leidt wel de weg

De daad is, maar een doener is er niet.

Nibbana bestaat, maar niet degene die het binnengaat.

Het pad is, maar geen reiziger begaat het.

—Visuddhamagga, XVI

Nibbana is volgens het boeddhisme een praktisch iets wat zelf ervaren kan worden. Ajahn Chah gebruikte de gelijkenis van de smaak van een appel, die op verschillende manieren beschreven kan worden en waarover verschillende theorieën ontwikkeld kunnen worden. Maar pas wanneer de appel is geproefd, is bekend wat de smaak van een appel echt is en blijkt dat de verschillende beschrijvingen misschien wel waar zijn, maar niet tot de essentie van de smaak van een appel behoren.

## Nirwana in het Mahayana
De later ontstane mahayana-stroming van het boeddhisme vond dat het nirwana-idee van het theravada en de overige vroege boeddhistische scholen te beperkt was. Het mahayana paste bepaalde boeddhistische spirituele idealen daarom aan, waarbij zij uit bleef gaan van de basisbeginselen van het boeddhisme. Deze nieuwe idealen werden vervolgens uitgewerkt in zowel praktische, logische als metafysische aspecten. Als gevolg hiervan week het nirwana-idee van het theravada uit naar de achtergrond en kwam daarvoor in de plaats het bodhi-ideaal van het mahayana.
Bodhi (Sanskriet; verlichting) is het doel wat mahayana-boeddhisten nastreven. Met verlichting wordt hier meer specifiek de verlichting van een boeddha bedoeld en niet die van een arahant. De tegenpool van verlichting is onwetendheid en verwarring.
Volgens de aanhangers van het mahayana is nirwana niet de hoogste staat die bereikt kan worden, maar slechts een tussenstation op de weg naar ultieme verlichting (bodhi) van een boeddha. Mahayana-boeddhisten spreken ook wel over lager nirwana als ze het nirwana van het theravada bedoelen en over het hoger nirwana als ze de verlichting van een boeddha bedoelen.

## Nirvana in de Mahatmabrieven
Volgens de theosofische Mahatmabrieven uit het einde van de 19e eeuw gaat het nirvana devachan (hemel) te boven. Nirvana is een 'nog hogere bewustzijnstoestand, waarin alle objectieve dingen worden vergeten. Het is een toestand van absolute Rust en assimilatie met Parabrahm - het is Parabrahm zelf. Devachan is de voortdurend veranderende bewustzijnstoestand, waar de Ego (het goddelijke zelf) na het overlijden zuiver geestelijke aspiraties geniet om daarna te worden wedergeboren in een nieuwe persoonlijkheid. Avitchi (hel) is de antithese van devachan. De Ego laat voor het binnentreden van devachan de schil (overleden persoonlijkheid) achter in kamaloka (het gebied van kama, begeerte), waar het geleidelijk uiteenvalt.

## Referentie
1. ↑  De Mahatma brieven, Nederlandse vertaling, 1979, p. 217